# Глубокая Глотка (персонаж «Секретных материалов»)
Глубо́кая Гло́тка (англ. Deep Throat) — персонаж фантастического телесериала «Секретные материалы», названный в честь «Глубокой Глотки», участника Уотергейтского скандала. Во 2 серии 11 сезона выясняется, что его настоящее имя Рональд Пакула (Ronald Pakula).
Роль исполнил Джерри Хардин.
Первый раз Глубокая Глотка появляется в начале первого сезона в одноимённом эпизоде, чтобы предостеречь Малдера от участия в расследовании дела, а затем ещё раз, чтобы предложить ему помощь. Вскоре он стал первым источником секретной информации для Малдера.
Будучи членом Консорциума, он имел доступ к большому количеству информации самого высокого уровня секретности. В течение первого сезона Глубокая Глотка оказывал Малдеру и Скалли существенную помощь в расследованиях, предоставляя им информацию, которую они никак иначе не сумели бы добыть. Однако, предоставляя информацию, он старался не подставить себя под удар, поэтому многие из его сведений были довольно туманны и требовали расшифровки. Однажды он даже сознательно попытался дезинформировать Малдера, мотивируя это тем, что есть правда, которая не должна стать известной.
Мотивы, побудившие Глубокую Глотку помочь Малдеру, до конца неясны. Во время вьетнамской войны произошёл инцидент, когда замеченный над Ханоем НЛО был сбит морскими пехотинцами, а выживший пилот был доставлен Глубокой Глотке, который тогда работал в ЦРУ. Следуя политике Консорциума и заключённым после Второй мировой войны секретным соглашениям (по словам Глубокой Глотки, между США, СССР, Китаем, Великобританией, Францией, ФРГ и ГДР), Глубокая Глотка застрелил доставленного к нему пришельца. Позже он рассказывал Малдеру, что помогая ему, хотел хоть немного очистить свою совесть после сделанного. Кроме того, он заметил, что «был участником самой изощрённой лжи и свидетелем деяний, которые невозможно даже вообразить себе». Глубокая Глотка разочаровался в целях и методах Консорциума и считал, что многие из его секретов должны быть преданы гласности. В этом он возлагал надежды на Малдера.
В конце первого сезона, при проведении расследования относительно программы выведения гибридов человека и пришельца, Малдер был захвачен в заложники оперативниками Консорциума. Опасаясь за жизнь Малдера, Глубокая Глотка дал Скалли возможность проникнуть на засекреченный научный объект и вынести оттуда замороженный образец зародыша пришельца для дальнейшего обмена. На последовавшей встрече, после совершения обмена, Глубокая Глотка был застрелен Короткостриженным, убийцей на службе Консорциума. По-видимому, к убийству Глубокой Глотки был причастен Курильщик, который спрятал вынесенный Скалли генетический материал в секретном хранилище в Пентагоне. Последние слова, которые произнёс умирающий агенту Скалли, были: «Никому не верьте, никому».
Похоронен Глубокая Глотка на Арлингтонском кладбище.

## Факты
- Глубокая Глотка появляется в сериале и после своей смерти — в воспоминаниях и однажды в виде призрака.
- Когда Малдеру требовалось увидеться с Глубокой Глоткой, он подавал сигнал, наклеивая скотчем на окне букву "X", а потом ставил лампу так, чтобы свет от буквы тенью падал на улицу.Когда Глубокой Глотке нужно было встретиться с Малдером,он звонил по телефону и издавал щелчок.
- Возможно, Глубокую Глотку зовут Рональд (согласно 7 серии 4 сезона «Мечты курильщика»). Во 2 серии 11 сезона это подтверждается.